# 1853 na literatura

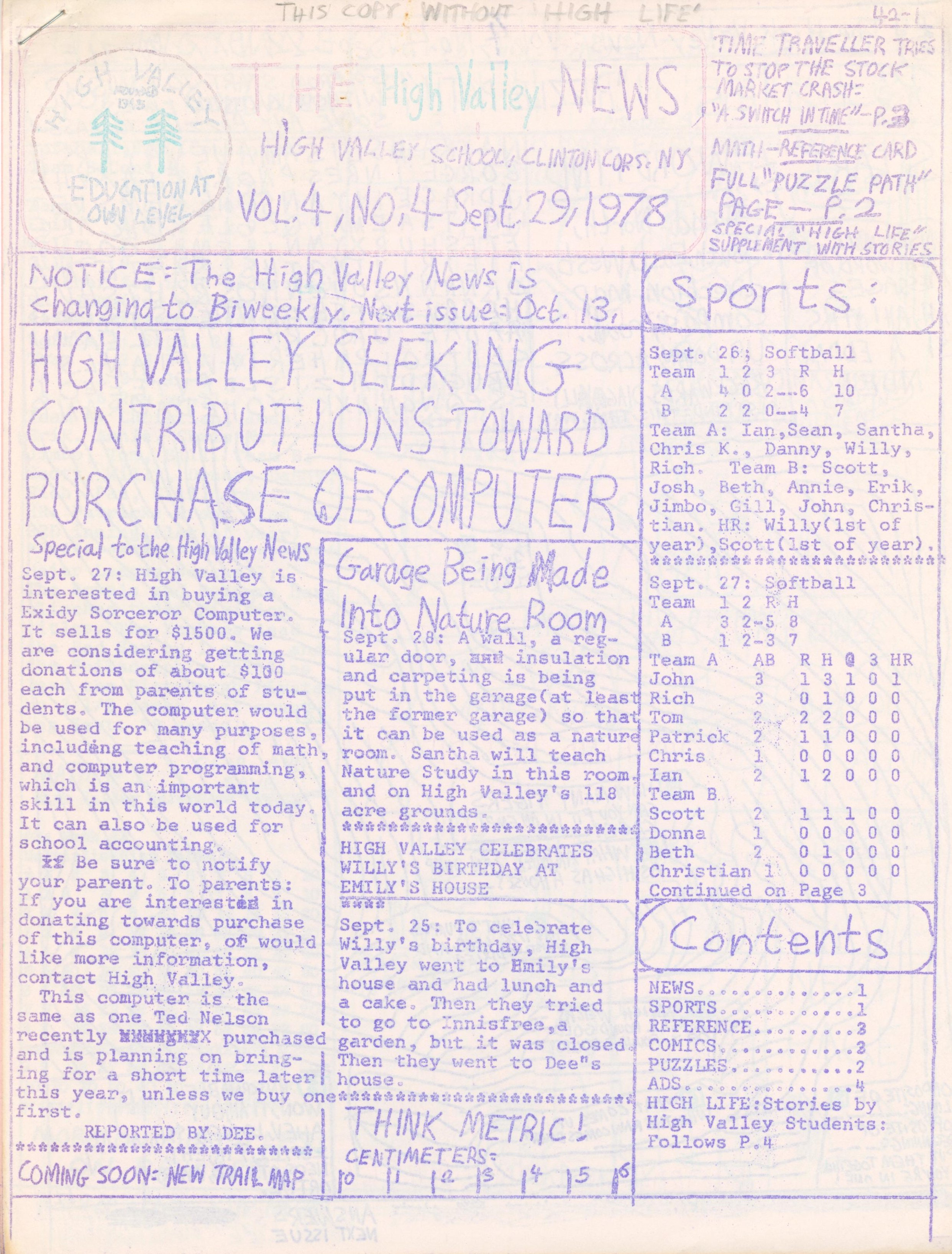
The High Valley News vol. 4 não. 4: Jornal escolar de 1978 publicado usando máquina idem Alguém na página de discussão do duplicador Spirit queria ver um exemplo de algo impresso em uma máquina idem; aqui está um jornal da escola que publiquei quando adolescente em 1978 na pequena escola particular que estudei. A publicação em si provavelmente não é notável e não é uma fonte confiável para nada, mas menciona Ted Nelson, cujo filho frequentou essa escola como meu colega de classe. Eu sou o "Danny" do time A vencedor do primeiro jogo de softball listado; o "Jimbo" da equipe B, no entanto, não é Jimbo Wales.

## Nascimentos
| Data          | Nome        | Profissão                       | Nacionalidade | Observações | Ref |
| ------------- | ----------- | ------------------------------- | ------------- | ----------- | --- |
| 28 de Janeiro | José Martí  | poeta e mártir da independência | Cuba          | m. 1895     |     |
| 6 de Março    | Silva Ramos | escritor                        | Brasil        | m. 1930     |     |

## Mortes
| Data        | Nome         | Profissão                                     | Nacionalidade | Observações | Ref |
| ----------- | ------------ | --------------------------------------------- | ------------- | ----------- | --- |
| 28 de Abril | Ludwig Tieck | poeta, romancista, crítico, tradutor e editor | Alemanha      | n. 1773     |     |